# Belén Bachero Traver
Belén Bachero Traver (Castelló de la Plana, 1 d'agost de 1982) és una arquitecta i política valenciana, diputada a les Corts Valencianes en la IX legislatura.

## Biografia
És llicenciada en arquitectura per la Universitat Politècnica de València. De 2009 a 2010 treballà com a tècnica d'urbanisme en l'ajuntament de Vistabella del Maestrat, i des de 2011 ha exercit com a arquitecta en nom propi. Ha participat en diverses activitats socials i humanitàries a Castelló i a Vistabella. A les eleccions municipals espanyoles de 2011 fou escollida alcaldessa de Vistabella del Maestrat per la llista Candidatura per Vistabella, i fou reelegida en les municipals de 2015 dins de la Coalició Compromís. A les eleccions de 2019 va cedir el lideratge de la candidatura i l'alcaldia a Jordi Alcón tot i que va romandre de regidora a la corporació local.
Fou escollida diputada per la Coalició Compromís a les eleccions a les Corts Valencianes de 2015 i 2019.